# Misopates oranense
Misopates oranense är en grobladsväxtart som först beskrevs av Faure, och fick sitt nu gällande namn av David A. Sutton. Misopates oranense ingår i släktet kalvnosar, och familjen grobladsväxter. Inga underarter finns listade i Catalogue of Life.